# Dick James
Dick James (nacido Leon Isaac Vapnick; Londres, 12 de diciembre de 1920-Londres, 1 de febrero de 1986) fue un músico, cantante y empresario británico. Junto a su hijo Stephen, fundó el sello discográfico DJM Records, así como junto a Brian Epstein, creó la compañía de música Northern Songs, conocida principalmente por haber contratado a The Beatles.

## Biografía
Nació el 12 de diciembre de 1920 en el East End de Londres, de inmigrantes judíos polacos. Su padre era un carnicero kosher. Cantó con bandas del norte de Londres durante su adolescencia, y fue vocalista habitual en el Palacio de Cricklewood a los 17 años de edad. James se unió a la banda de Henry Hall, e hizo su primera transmisión de radio en 1940, pero se unió al Ejército en 1942, donde participó en la Segunda Guerra Mundial.
Más tarde, continuó participando en distintas bandas, incluida la de Geraldo. También fue miembro a tiempo parcial de The Stargazers, un grupo vocal de principios de la década de 1950. Fue vocalista de los temas de «Las Aventuras de Robin Hood» y «Los Bucaneros», dos series de televisión británicas. Además, fue amigo de George Martin.
James ingresó al negocio de la publicación de música cuando su carrera como cantante acabó, en 1958.
Ese mismo año se unió a Sidney Bron Music, pero decidió irse, lo que hizo que pudiera crear Dick James Music en 1961. A principios de 1963, Brian Epstein se puso en contacto con él en búsqueda de un editor para el que sería el segundo sencillo de The Beatles, Please Please Me, por lo que James llamó a Philip Jones, productor del programa de televisión Thank Your Lucky Stars, le hizo escuchar el disco por teléfono, y así aseguró la primera aparición televisiva de la banda en todo el país.
La pareja posteriormente creó Northern Songs, junto a dos de los Beatles, John Lennon y Paul McCartney, para publicar sus canciones.
Sus compañeros George Harrison y Ringo Starr también firmaron con Northern Songs como compositores, pero no renovaron sus contratos hasta 1968. La compañía de James, Dick James Music, administró Northern Songs.
Lo que inicialmente comenzó como una relación de trabajo amistosa entre The Beatles y James se desintegró a fines de la década de 1960: The Beatles había consideraro que James los había traicionado, y que se había aprovechado de ellos al vender Northern Songs en 1969, sin ofrecerles la oportunidad de tomar el control de la publicación. empresa. James se benefició importantemente de la venta de Northern Songs, pero The Beatles nunca volvió a tener los derechos de sus propias canciones.
Durante la década de 1960, James también manejó a Billy J. Kramer y Gerry and the Pacemakers. James vivió en Anson Road, Cricklewood, en el noroeste de Londres durante la década de 1960. Estuvo involucrado, junto a Brian Epstein, en ofrecerle a Bobby Willis un contrato de canto que rechazó por la insistencia de su futura esposa, Cilla Black. Willis era un cantante de respaldo en «You're My World» de Cilla Black.

## Muerte
James murió en Londres de un ataque al corazón a principios de 1986, a la edad de 65 años. Dick James Music fue adquirida por PolyGram, que, a su vez, fue adquirida por Universal Music Group. El catálogo musical de Dick James es actualmente parte de Universal Music Publishing Group.

## Posición en las listas británicas
- "Robin Hood"/"The Ballad of Davy Crockett" (1956) - n° 14
- "Garden of Eden" (1957) - n° 18